# Adam Sobociński
Adam Szczęsny Sobociński (ur. 1937, zm. 28 stycznia 2016) – polski działacz Polskiego Czerwonego Krzyża.

## Życie i działalność
Syn Aleksandra. Przez wiele lat sprawował funkcję Państwowego Powiatowego Inspektora Sanitarnego w powiecie warszawskim zachodnim, piastował również funkcję dyrektora Powiatowej Stacji Sanitarno-Epidemiologicznej. Jako działacz Polskiego Czerwonego Krzyża pełnił funkcję między innymi prezesa i wiceprezesa Mazowieckiego Oddziału Okręgowego PCK.

## Wybrane odznaczenia
- Krzyż Komandorski Orderu Odrodzenia Polski (5 stycznia 2005, za wybitne zasługi działalności na rzecz Polskiego Czerwonego Krzyża)[4]
- Krzyż Oficerski Orderu Odrodzenia Polski (26 marca 1999, za wybitne zasługi działalności na rzecz Polskiego Czerwonego Krzyża)[5]
- Medal Pamiątkowy „Pro Masovia”[6]